# Прапор Жалина
Прапор Жалина — офіційний символ села Жалин, Рівненського району Рівненської області, затверджений 28 листопада 2024 р. рішенням сесії Костопільської міської ради. 
Автор — А. Гречило та Ю. Терлецький.

## Опис
Квадратне полотнище, з нижніх кутів до середини верхнього краю йде білий клин, на якому синя церква з білими рамами дверей і вікон та жовтим хрестом, обабіч на синіх полях по білому серпу жовтим руків’ям вгору.

## Значення символів
Церква уособлює місцеву пам’ятку — церкву Преображення Господнього. Серпи означають переказ про одну з версій про походження назви села від слова «жати». Сині поля символізують багаті водяні ресурси. 